# Hawaiische Unabhängigkeitsbewegung
Unter dem Begriff Hawaiische Unabhängigkeitsbewegung (englisch: Hawaiian sovereignty movement, Hawaiisch: ke ea Hawai‘i) lassen sich verschiedene politische und gesellschaftliche Autonomiebewegungen auf der Inselgruppe Hawaii zusammenfassen, welche die völlige staatliche Unabhängigkeit, die Abspaltung als Associated State oder größere Autonomie innerhalb der USA anstreben.

## Hintergrund
1893 wurde mit dem von den Vereinigten Staaten unterstützten Sturz der letzten Königin Liliʻuokalani das Königreich Hawaiʻi in eine Republik umgewandelt. Diese wurde bis zur formellen Annexion 1898 von Sanford B. Dole regiert. Dieser stützte sich während seiner Regierungszeit überwiegend auf die vorwiegend weißen Großgrundbesitzer. Bereits 1887 wurde das Wahlrecht in der konstitutionellen Monarchie geändert, welche asiatischstämmige Personen komplett von den Wahlen ausschloss und das Wahlrecht an ein Mindesteinkommen knüpfte, wodurch auch ein Großteil der Polynesier von der Mitbestimmung ausgeschlossen wurde und sich das Machtgefüge zugunsten der wohlhabenden Europäer verschob. Sanford trieb die Verwestlichung der hawaiischen Kultur und Gesellschaft voran.
Zwischen 1898 und 1959 war Hawai‘i dann ein US-Territorium und wurde 1959 als 50. und bisher letzter US-Bundesstaat in den Bund inkorporiert.
Befürworter der Unabhängigkeit argumentieren, dass die Annexion des Inselstaats keine rechtliche Grundlage hatte und somit eine illegal besetzte Nation wäre.
1993, 100 Jahre nach dem Umsturz, verabschiedete der amerikanische Kongress den Hawaii Apology Act, welcher die US-amerikanische Einmischung formell verurteilt.
2008 besetzte eine Gruppe ethnischer Hawaiier den ʻIolani-Palast und erklärte die Unabhängigkeit der Inselgruppe von den USA. Die Besetzung wurde seitens der Polizei beendet, dabei erlitten mehrere Beteiligte leichte Verletzungen. Im gleichen Jahr sprach sich der russische Funktionär Alexei Avotomonow für die "Entkolonialisierung" von Hawaii aus.
2009 belegte der hawaiische Politikwissenschaftler Noenoe K. Silva mit seiner Aufarbeitung der Inselgeschichte (Aloha Betrayed: Native Hawaiian Resistance to American Colonialism) die völkerrechtliche Brisanz des Themas. US-Präsident Obama (selbst auf Hawaii geboren) zeigte sich den Bestrebungen für mehr Eigenständigkeit gegenüber prinzipiell offen.
2010 stand der Kongress vor der Verabschiedung des Akaka Bill (nach Senator Daniel Akaka), welcher die Hawaiier als eines der amerikanischen Völker anerkannt hätte. Dabei wären jedoch bestimmte Rechte, wie jenes auf Glücksspiel sowie Fragen des Grundbesitzes, anders als bei den Ureinwohnern des amerikanischen Kontinents, nicht inbegriffen. Inhaltliche Differenzen und eine Ablehnung des Gesetzesentwurfs durch die Hawaiier ließen diesen letztlich scheitern. Mit der Unterschrift hätten die Hawaiier zudem die Annexion der Insel förmlich anerkannt und auf eine Unabhängigkeit verzichtet.
Am 11. Mai 2015 schlug Pakistan beim UN-Menschenrechtsrat in Genf vor, dem Vorschlag von Alfred de Zayas (UN-Experte zur Förderung einer demokratischen und gerechten Weltordnung) zu folgen, der 2013 vorschlug, Hawaii und Alaska wieder auf die Liste der nicht-selbst-regierten Territorien (Non-Self-Governing Territories) zu setzen, von der sie 1959 unrechtmäßig gestrichen worden seien. Hawaiis Indigene werden vor dem Rat durch Leon Kaulahao Siu als Gesandter der Allianz für die Selbstbestimmung von Alaska und Hawai´i vertreten. Siu ist zudem „Schatten-Außenminister“ des Hawaiian Kingdom Government, einer Gruppe, die sich als „überlebende Nachfolger des hawaiischen Königreiches“ versteht. Er beruft sich auf die indigene Bevölkerung, die sich 2014 mehrheitlich für die Unabhängigkeitsbestrebungen ausgesprochen hätten.
Symbol der Hawaiischen Unabhängigkeit ist die auf den Kopf gestellte Flagge Hawaiis.

## Gruppen
Die Unabhängigkeitsbewegung ist in mehrere, teils heterogene Gruppen zersplittert. Die Unabhängigkeit wird überwiegend von den Nachfahren der ursprünglichen Bevölkerung befürwortet, bei den übrigen Einwohnern ist das Interesse eher gering.
Die beiden größten Gruppen sind die Nation of Hawai'i von Dennis Kanahele sowie Hawaiian Kingdom, welche sich beide in der Tradition des Königreiches Hawai'i sehen und die Monarchie in einer konstitutionellen Form restaurieren wollen. Daneben existieren noch Gruppen wie Aboriginal Lands of Hawaiian Ancestry, Ka Lāhui Hawaiʻi und Ka Pākaukau, welche sich für die Unabhängigkeit oder zumindest mehr Autonomie und die Rechte der Indigenen einsetzen.
Politische Parteien waren bzw. sind die in den 1920er Jahren aktive Home Rule Party of Hawaii und die Aloha Aina Party of Hawaii.
Für mehr Autonomie setzt sich auch die Demokratische Partei von Hawaii ein, strebt aber keine Sezession an.
Eine der wenigen nicht-indigenen Unabhängigkeitsgruppen ist die rechtslibertäre Hawaiian Independence Party, die aus der Insel eine Offshore-Steueroase machen möchte.